# Ћафа Прушит
Ћафа Прушит (алб.  — „прушки превој”) јесте планински превој на 649  н. м. и гранични прелаз између Србије и Албаније. Налази се у општини Ђаковица на Косову и Метохији.